# Gran Premio di superbike di Sugo 1992
Il Gran Premio di Superbike di Sugo 1992 è stata la nona prova su tredici del campionato mondiale Superbike 1992, è stato disputato il 30 agosto sul circuito di Sugo e ha visto la vittoria di Doug Polen in gara 1, lo stesso pilota si è ripetuto anche in gara 2. Curiosamente anche le altre due posizioni del podio sono state le stesse per entrambe le manche, con Kevin Magee al secondo posto e Fabrizio Pirovano al terzo.

## Risultati

### Gara 1

#### Arrivati al traguardo[3]
| Pos. | Nº | Pilota               | Motocicletta | Tempo     | Griglia | Punti |
| ---- | -- | -------------------- | ------------ | --------- | ------- | ----- |
| 1º   | 1  | Doug Polen           | Ducati       | 39:11.247 | 1º      | 20    |
| 2º   | 14 | Kevin Magee          | Yamaha       | +0:02.460 | 2º      | 17    |
| 3º   | 5  | Fabrizio Pirovano    | Yamaha       | +0:03.294 | 5º      | 15    |
| 4º   | 61 | Shoichi Tsukamoto    | Kawasaki     | +0:15.983 | 6º      | 13    |
| 5º   | 2  | Raymond Roche        | Ducati       | +0:21.203 | 10º     | 11    |
| 6º   | 13 | Aaron Slight         | Kawasaki     | +0:26.908 | 9º      | 10    |
| 7º   | 63 | Keiichi Kitagawa     | Kawasaki     | +0:28.899 | 8º      | 9     |
| 8º   | 4  | Stéphane Mertens     | Ducati       | +0:35.793 | 14º     | 8     |
| 9º   | 58 | Piergiorgio Bontempi | Kawasaki     | +0:39.439 | 12º     | 7     |
| 10º  | 52 | Mat Mladin           | Kawasaki     | +0:39.534 | 19º     | 6     |
| 11º  | 3  | Robert Phillis       | Kawasaki     | +0:48.977 | 13º     | 5     |
| 12º  | 64 | Shin'Ichiro Imai     | Kawasaki     | +0:50.475 | 18º     | 4     |
| 13º  | 10 | Davide Tardozzi      | Ducati       | +0:58.199 | 22º     | 3     |
| 14º  | 57 | Adrien Morillas      | Yamaha       | +1:01.296 | 23º     | 2     |
| 15º  | 74 | Tetsuya Shirai       | Honda        | +1:01.472 | 11º     | 1     |
| 16º  | 56 | Andreas Hofmann      | Kawasaki     | +1:01.808 | 20º     |       |
| 17º  | 62 | Kiyokazu Tada        | Kawasaki     | +1:05.921 | 17º     |       |
| 18º  | 8  | Baldassarre Monti    | Honda        | +1:24.922 | 24º     |       |
| 19º  | 54 | Christer Lindholm    | Yamaha       | +1:26.132 | 26º     |       |
| 20º  | 73 | Kenji Fujioka        | Honda        | +1:27.436 | 25º     |       |
| 21º  | 65 | Masanori Hanawa      | Yamaha       | +1 giro   | 27º     |       |
| 22º  | 12 | Jeffry de Vries      | Yamaha       | +1 giro   | 29º     |       |
| 23º  | 71 | Katsuya Watanabe     | Honda        | +1 giro   | 33º     |       |
| 24º  | 72 | Akira Enoki          | Suzuki       | +1 giro   | 32º     |       |
| 25º  | 68 | Wataru Yoshikawa     | Yamaha       | +2 giri   | 16º     |       |

#### Ritirati
| Nº | Pilota            | Motocicletta | Giri     | Griglia |
| -- | ----------------- | ------------ | -------- | ------- |
| 27 | Fred Merkel       | Yamaha       | +4 giri  | 7º      |
| 48 | Daniel Amatriaín  | Ducati       | +4 giri  | 4º      |
| 9  | Giancarlo Falappa | Ducati       | +15 giri | 3º      |
| 50 | Virginio Ferrari  | Ducati       | +16 giri | 28º     |
| 59 | Takahiro Sohwa    | Kawasaki     | +19 giri | 15º     |
| 67 | Norikazu Kawanaka | Honda        | +21 giri | 31º     |
| 70 | Akira Shiina      | Ducati       | +22 giri | 30º     |

### Gara 2

#### Arrivati al traguardo[4]
| Pos. | Nº | Pilota               | Motocicletta | Tempo     | Griglia | Punti |
| ---- | -- | -------------------- | ------------ | --------- | ------- | ----- |
| 1º   | 1  | Doug Polen           | Ducati       | 39:07.205 | 1º      | 20    |
| 2º   | 14 | Kevin Magee          | Yamaha       | +0:01.187 | 2º      | 17    |
| 3º   | 5  | Fabrizio Pirovano    | Yamaha       | +0:18.628 | 5º      | 15    |
| 4º   | 13 | Aaron Slight         | Kawasaki     | +0:22.835 | 9º      | 13    |
| 5º   | 61 | Shoichi Tsukamoto    | Kawasaki     | +0:22.988 | 6º      | 11    |
| 6º   | 9  | Giancarlo Falappa    | Ducati       | +0:24.599 | 3º      | 10    |
| 7º   | 63 | Keiichi Kitagawa     | Kawasaki     | +0:24.919 | 8º      | 9     |
| 8º   | 2  | Raymond Roche        | Ducati       | +0:36.673 | 10º     | 8     |
| 9º   | 10 | Davide Tardozzi      | Ducati       | +0:38.838 | 22º     | 7     |
| 10º  | 3  | Robert Phillis       | Kawasaki     | +0:40.852 | 13º     | 6     |
| 11º  | 58 | Piergiorgio Bontempi | Kawasaki     | +0:41.044 | 12º     | 5     |
| 12º  | 52 | Mat Mladin           | Kawasaki     | +0:41.444 | 19º     | 4     |
| 13º  | 27 | Fred Merkel          | Yamaha       | +0:48.487 | 7º      | 3     |
| 14º  | 68 | Wataru Yoshikawa     | Yamaha       | +0:57.191 | 16º     | 2     |
| 15º  | 8  | Baldassarre Monti    | Honda        | +0:57.262 | 24º     | 1     |
| 16º  | 62 | Kiyokazu Tada        | Kawasaki     | +0:57.416 | 17º     |       |
| 17º  | 65 | Masanori Hanawa      | Yamaha       | +1 giro   | 27º     |       |
| 18º  | 73 | Kenji Fujioka        | Honda        | +1 giro   | 25º     |       |
| 19º  | 72 | Akira Enoki          | Suzuki       | +1 giro   | 32º     |       |
| 20º  | 71 | Katsuya Watanabe     | Honda        | +1 giro   | 33º     |       |

#### Ritirati
| Nº | Pilota            | Motocicletta | Giri     | Griglia |
| -- | ----------------- | ------------ | -------- | ------- |
| 48 | Daniel Amatriaín  | Ducati       | +2 giri  | 4º      |
| 12 | Jeffry de Vries   | Yamaha       | +9 giri  | 29º     |
| 57 | Adrien Morillas   | Yamaha       | +12 giri | 23º     |
| 74 | Tetsuya Shirai    | Honda        | +18 giri | 11º     |
| 59 | Takahiro Sohwa    | Kawasaki     | +19 giri | 15º     |
| 50 | Virginio Ferrari  | Ducati       | +21 giri | 28º     |
| 67 | Norikazu Kawanaka | Honda        | +21 giri | 31º     |
| 4  | Stéphane Mertens  | Ducati       | +24 giri | 14º     |
| 64 | Shin'Ichiro Imai  | Kawasaki     | +25 giri | 18º     |
| 56 | Andreas Hofmann   | Kawasaki     | +25 giri | 20º     |
| 54 | Christer Lindholm | Yamaha       | +25 giri | 26º     |